# Hanna Zofia Fellmann-Mazur
Hanna Zofia Fellmann-Mazur (ur. 11 lipca 1942 w Poznaniu, zm. 2 czerwca 2022) – polska biolog i pedagog.
Specjalistka z zakresu biologii roślin. Doktor habilitowana, profesor Uniwersytetu im. Adama Mickiewicza w Poznaniu. Pracowała na Wydziale Biologii tego Uniwersytetu, była wicedyrektorem ds. dydaktycznych Instytutu Biologii Molekularnej i Biotechnologii oraz kierownikiem Zakładu Metabolizmu Roślin. Żona profesora Tadeusza Czesława Mazura. Pochowana na Cmentarzu Junikowo w Poznaniu.